# Dragalina, Călărași
Dragalina este satul de reședință al comunei cu același nume din județul Călărași, Muntenia, România. La recensământul din 2002 avea o populație de 6.512 locuitori.